# Ray Robinson
Rayford Harold Robinson (Stockton, 26 maart 1914 – 10 augustus 1965) was een Australië cricketspeler die in 1936 in één Test cricket voor Australië tegen Engeland speelde.
Hij was bijzonder talentvol en een rechtshandig slagman. Zijn beste jaren zijn vermoedelijk verloren gegaan door de Tweede Wereldoorlog.